# Nicolai Højgaard
Nicolai Højgaard (Billund, 12 maart 2001) is een Deense golfprofessional die momenteel uitkomt op de PGA Tour en de Europese PGA Tour.
In 2021 vestigde Nicolai, samen met zijn tweelingbroer Rasmus, een record op de Europese PGA Tour door als eerste broers in twee opeenvolgende weken een toernooi te winnen. Højgaard maakte ook deel uit van het winnende Europese team op de Ryder Cup in 2023.

## Amateur
Højgaard maakte als junior deel uit van het Deense team dat het Europees teamkampioenschap voor junioren wist te winnen in 2018, nadat ze het gastland Spanje in de finale versloegen.
Højgaard was als amateur vooral succesvol in 2018. In april van dat jaar won hij een professioneel toernooi, het Bravo Tours Open op de Nordic Golf League. In juni werd hij tweede bij de junioren in de individuele competitie van de Toyota Junior World Cup, vier slagen achter zijn broer Rasmus, en won hij met Denemarken won ook de teamcompetitie. Twee weken later won hij de European Amateur, een overwinning die hem een deelname aan The Open Championship van dat jaar opleverde. In september maakte hij deel uit van het Deense team dat voor het eerst de Eisenhower Trophy won, en later in september speelde hij voor het Europese team op de Junior Ryder Cup.
In oktober 2018 nam Højgaard namens Denemarken deel aan het golftoernooi op de Olympische Jeugdspelen.

## Professional
Højgaard werd professional aan het begin van 2019, waar hij het grootste deel van het seizoen toernooien speelde op de Nordic Golf League en de Challenge Tour. In september verraste hij als rookie door tweede te worden op het KLM Open, een Europese PGA Tour-evenement, met slechts één slag achterstand op Sergio García.
In september 2021 won Højgaard zijn eerste toernooi op de Europese PGA Tour, toen hij de DS Automobiles Italian Open op zijn naam schreef. Zijn tweelingbroer Rasmus had de week ervoor de Omega European Masters gewonnen, wat betekende dat de Højgaard-tweeling de eerste broers werden die in opeenvolgende weken op de Europese PGA Tour een toernooi wonnen.
In februari 2022 behaalde Højgaard zijn tweede overwinning op de Europese PGA Tour op het Ras Al Khaimah Championship in de Verenigde Arabische Emiraten.
In september 2023 werd Højgaard door kapitein Luke Donald gekozen om in het Europese team te spelen op de Ryder Cup in Italië. Het Europese team won met 16,5-11,5 en Højgaard speelde 0-2-1, inclusief een verlies in zijn enkelspel op zondag tegen Xander Schauffele.
In november won hij het DP World Tour Championship op Jumeirah Golf Estates in Dubai. Hij schoot een laatste ronde van 64 om zijn eerste Rolex Series overwinning te claimen.

## Gewonnen toernooien

### Europese PGA Tour
- DS Automobiles Italian Open (2021)
- Ras Al Khaimah Championship (2022)
- DP World Tour Championship (2023)

### Nordic Golf League
- Bravo Tours Open (2018)

### Kampioenschappen
- Ryder Cup (2023)
- Rolex Series (2023)